# Aiguille des Arias
Aiguille des Arias är ett berg i Franska Alperna och är beläget i bergslandskapet Massif des Écrins. Berget Aiguille des Arias är 3 403 meter högt.